# Sulcus deltoideopectoralis
Der Sulcus deltoideopectoralis ist eine Muskelfurche zwischen Musculus pectoralis major und Musculus deltoideus im Schulterbereich. Der Sulcus deltoideopectoralis ist die körperferne (distale) Fortsetzung der Mohrenheim-Grube (Trigonum clavipectorale oder Fossa infraclavicularis) und setzt sich weiter distal in die seitliche Bizepsfurche (Sulcus bicipitalis lateralis) fort.
Der Sulcus deltoideopectoralis wird von der Fascia pectoralis superficialis überdeckt. In ihm ist der Processus coracoideus des Schulterblatts gut tastbar. Zudem verläuft in ihm die Vena cephalica und der Ramus deltoideus der Arteria thoracoacromialis.